# Mercator Knoll
Koordinaten: 68° 45′ S, 0° 8′ W
Der Mercator Knoll ist ein Tiefseeberg in der Lasarew-See vor der Prinzessin-Martha-Küste des ostantarktischen Königin-Maud-Lands.
Benannt ist sie seit 1997 auf Vorschlag des Vermessungsingenieurs und Glaziologen Heinrich Hinze vom Alfred-Wegener-Institut nach dem flämischen Kartografen Gerhard Mercator (1512–1594), der 1568 die nach ihm benannte Projektionsmethode zur winkeltreuen Abbildung der Erdoberfläche entwickelte.